# Via Partenope

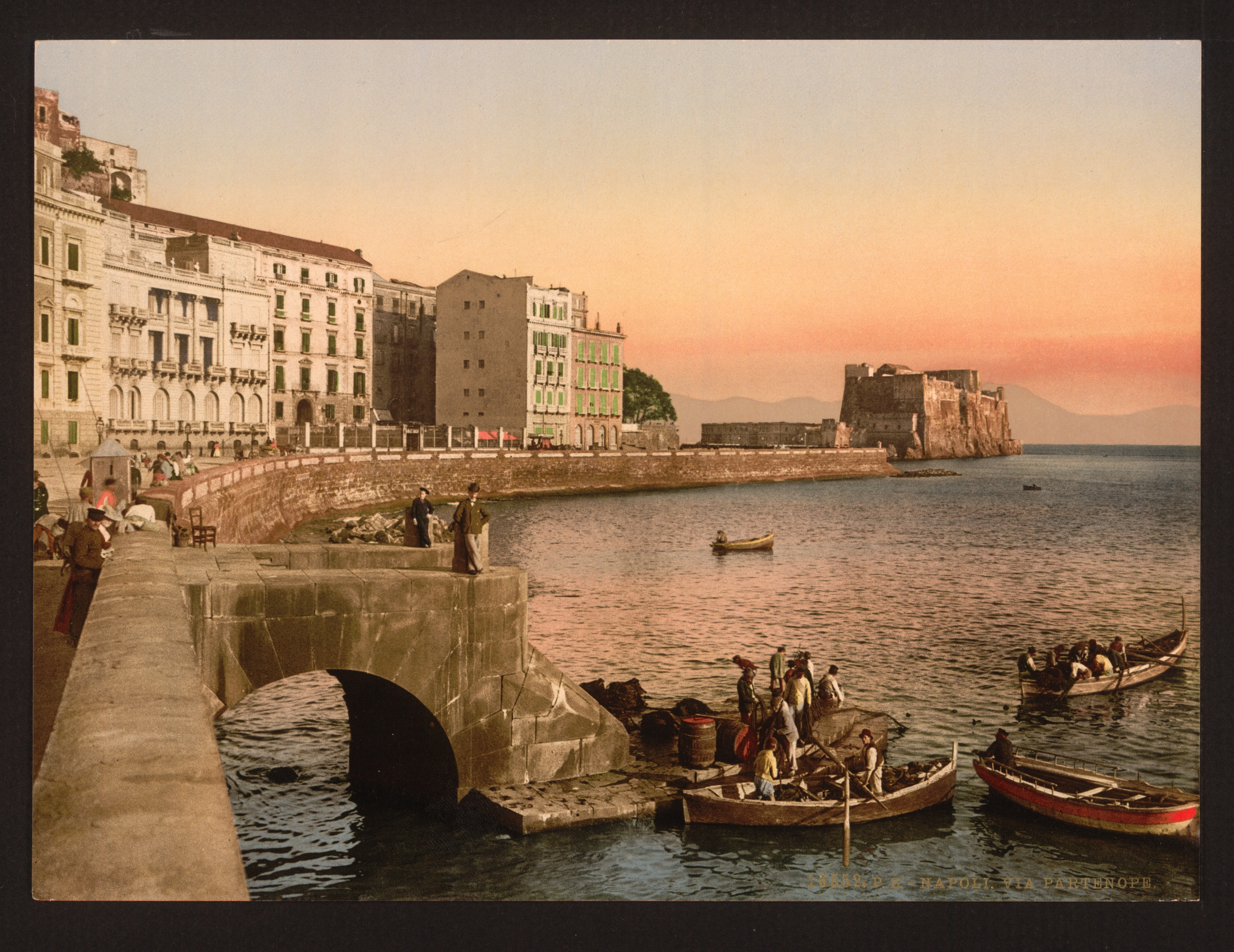
Via Partenope entre 1890 et 1900

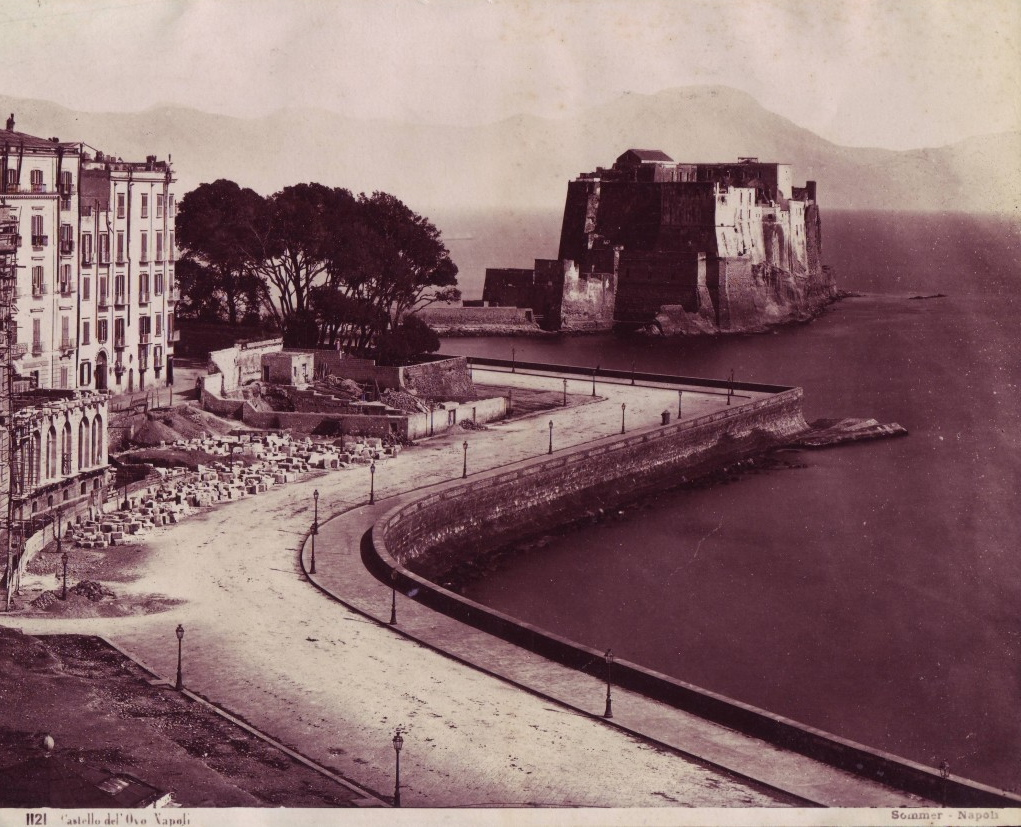
La première partie de la via Partenope à la fin du XIXè siècle, sont encore visibles les travaux d'aménagement

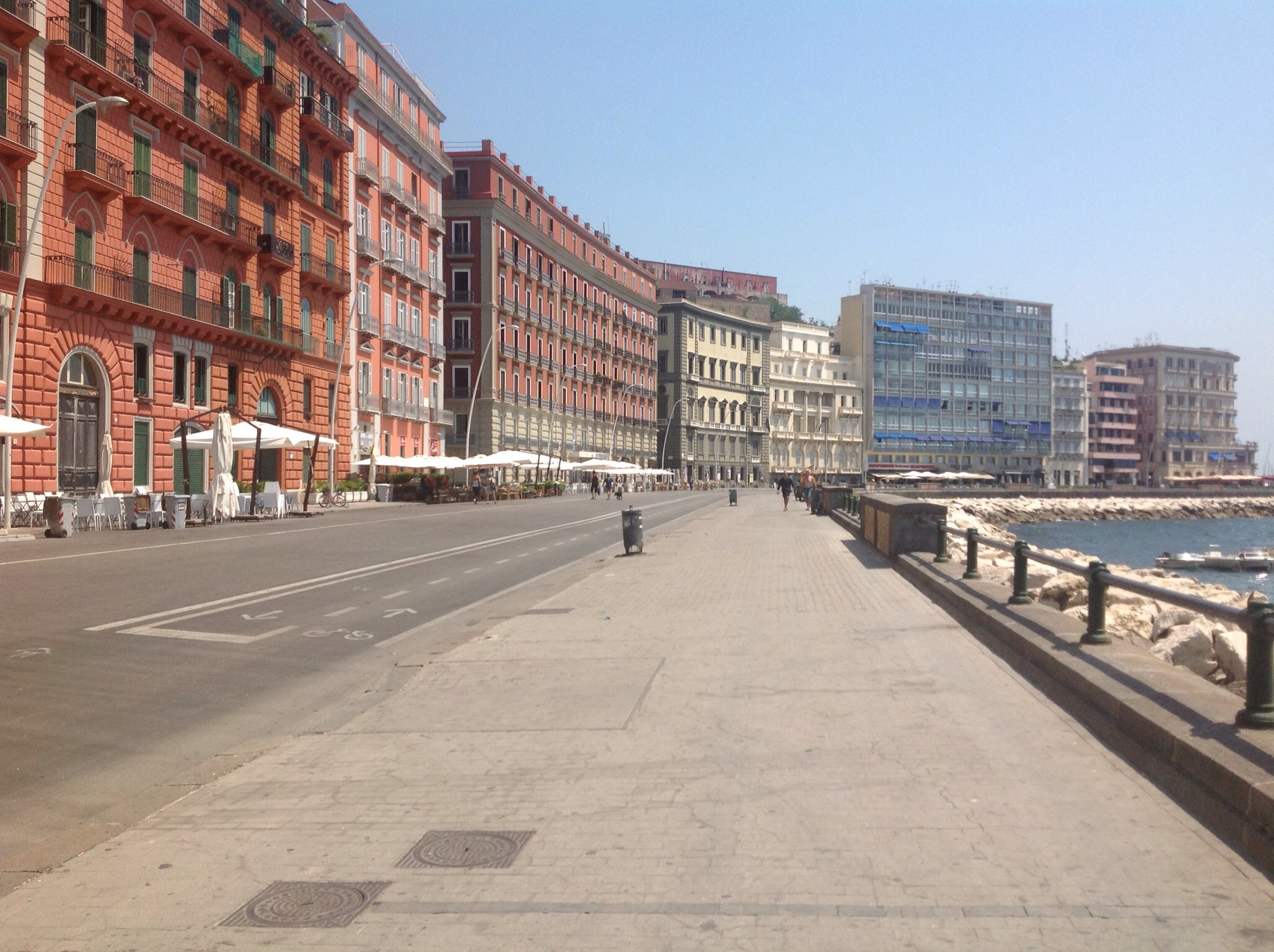
La via Partenope fermée à la circulation automobile.

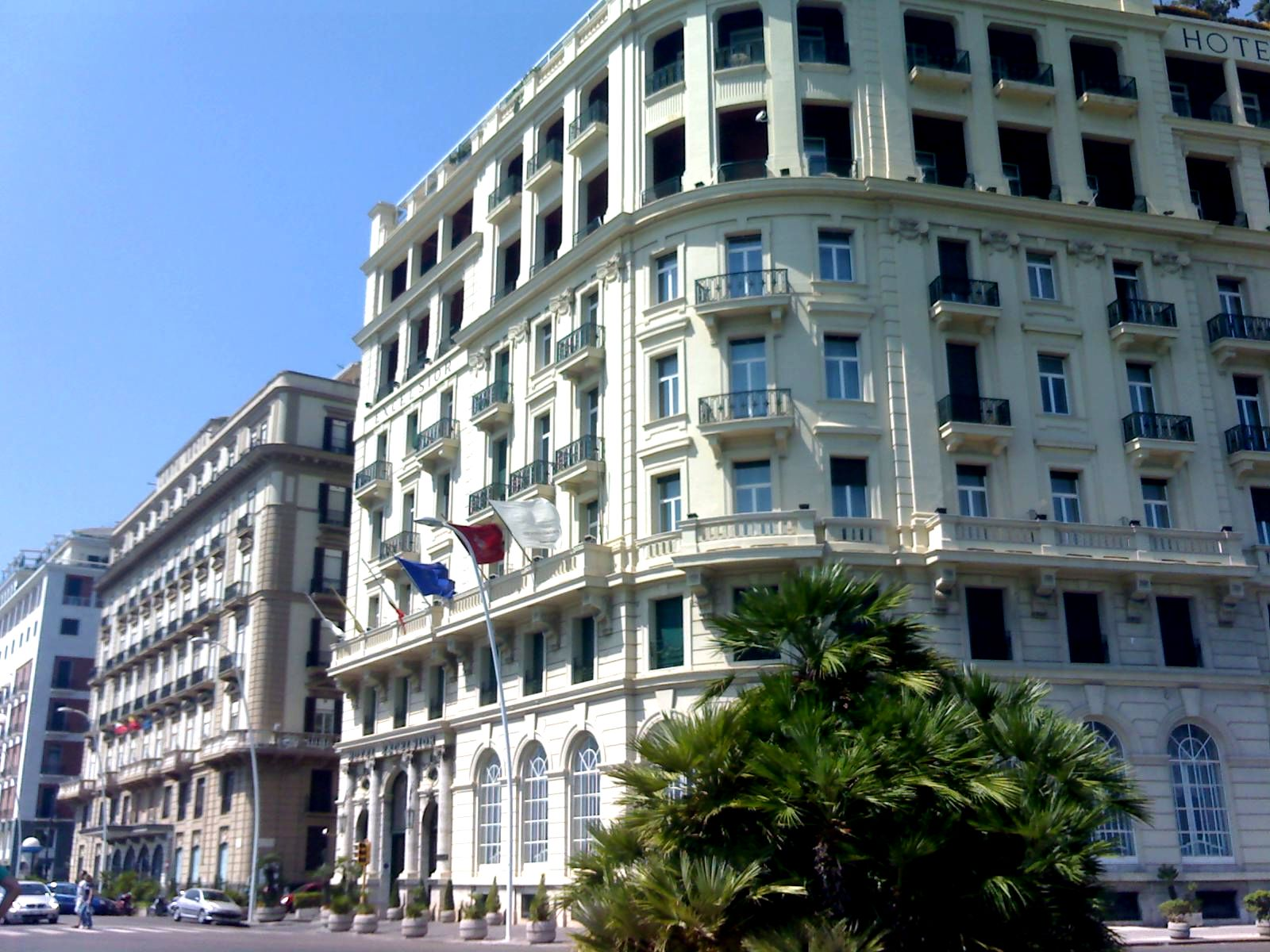
Le palais de l'hôtel Excelsior

La Via Partenope est une rue de Naples, prolongeant la Via Caracciolo, avec laquelle elle constitue le front de mer de la ville et du district de San Ferdinando.

## Histoire et description
En 1869, les travaux ont commencé sur le front de mer. Ils s'étendaient de l'ancienne digue - le Chiatamone - jusqu'en direction perpendiculaire au Castel dell'Ovo. À la fin des travaux, un nouveau quartier, le Borgo Santa Lucia et la via Partenope ont été ouverts. Au n° 10 a été construit le Palais Du Mesnil, réalisé pour le compte de la Municipalité de Naples.
Sur place, avant la construction de la via Partenope, placée légèrement en retrait, se trouvait la Albergo delle Crocelle, où venaient la plupart des invités prestigieux de la ville, parmi lesquels Giacomo Casanova. En face, un bâtiment qui était une des résidences favorites de la reine Maria Carolina. Avec l'entrée dans Naples de Giuseppe Garibaldi, le bâtiment est devenu la rédaction du journal L'Indépendant, fondé et dirigé par Alexandre Dumas. L'édifice, devenu privé, a abrité un hôtel, d'abord connu sous le nom de Pensione Washington, puis comme Hôtel Hassler, ce dernier devenant en peu de temps particulièrement célèbre et renommé.
En 1882 le prestige de l'Hôtel Hassler a été éclipsé par le nouveau Grand Hotel Vesuvio, vers qui se tourneront bientôt les plus grands noms du beau monde. À ces bâtisses se sont ajoutés les hôtels Santa Lucia (construit en 1900) et Excelsior (un peu plus tard), qui, avec les plus récents Royal et Continental, forment aujourd'hui le groupe des hôtels les plus prestigieux de Naples. En plus des hôtels, la via Partenope abrite aujourd'hui plusieurs restaurants et bars à la mode. En 1928 a été construit l'Institut Supérieur des Sciences Economiques et Commerciales, au n°36, qui a été regroupé plus tard au sein de la Faculté de Sciences Economiques de l'Université "Federico II"; aujourd'hui, le bâtiment abrite le Centre de Convention de l'Université.
Le Palais Du Mesnil abrite actuellement le Rectorat de l'Université "L'Orientale".